# 鳥取Pear Kings
鳥取Pear Kings（とっとりペアキングス）は、鳥取県倉吉市に本拠地を置き、日本野球連盟に加盟している社会人野球のクラブチームである。ホームグラウンドは倉吉市営関金野球場。2016年5月から休部中。

## 概要
2006年に『鳥取キタロウズ』として創部し、3月31日付けで日本野球連盟に新規登録された。鳥取県では、1998年に廃部した王子製紙米子以来8年ぶりの社会人野球チームとなる。
茨城ゴールデンゴールズとの交流試合は、創部年から毎年行われており、恒例となっている。初年度の2006年は茨城ゴールデンゴールズの選手の不祥事により開催が危ぶまれたが、予定通り開催された。
2009年11月、鳥取県の国際交流事業として台湾・台中県へ海外遠征に行き、台中市威達超舜棒球隊と全国原住民運動会と交流試合を行なった。
2010年、中国地方と四国地方のクラブチームが自主的に集まり、日本野球連盟の中国、四国両地区連盟のサポートを受ける形で中・四国クラブ野球リーグが創設され、6月から10月にかけてリーグ戦を行なうこととなった（2015年以降は、トーナメント形式のJABA中・四国クラブ野球選手権大会となる）。初年度は、倉敷ピーチジャックスに次ぐ2位の成績を納めた。
2012年2月2日付けで、チーム名を『鳥取Pear Kings』に改称した。
2016年5月9日付けで、活動を休止した。

## 主要大会の出場歴・最高成績
- ナショナルクラブベースボールシリーズ：出場1回
- 西日本クラブリーグチャンピオン決定戦：出場1回、優勝1回（2010年）